# カール・エルンスト・フッガー・フォン・グレト

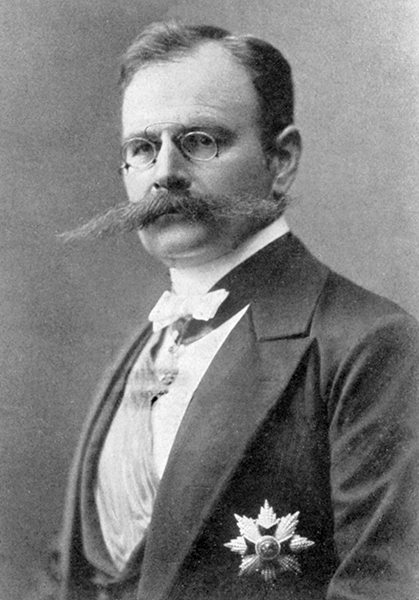
カール・エルンスト・フッガー・フォン・グレト侯爵、1909年

カール・エルンスト・マリア・フィデル・アルフレート・アントン・フッガー・フォン・グレト（Carl Ernst Maria Fidel Alfred Anton Graf(Fürst) Fugger von Glött, 1859年7月2日 オーベルンドルフ・アム・レヒ - 1940年4月25日 キルヒハイム・イン・シュヴァーベン）は、ドイツ・バイエルン王国のシュタンデスヘル、法曹、廷臣。同国の宮内大臣、第1院（貴族院）議長などの顕職を務めた。伯爵、1914年より侯爵。

## 生涯
キルヒハイムおよびオーベルンドルフの領主であったエルンスト・フッガー・フォン・グレト伯爵（1821年 - 1885年）とその妻の男爵令嬢マリア・フォン・キュンスベルク（1834年 - 1901年）の間の第2子、次男として生まれた。
メッテン修道院附属聖ミヒャエル・ギムナジウム（St.-Michaels-Gymnasium）、フェルトキルヒのステラ・マトゥティナ校など修道会系の寄宿学校に預けられて育ち、ミュンヘン、ヴュルツブルクおよびエアランゲンの諸大学で法学を学んだ。判事となり、ドナウヴェルト町裁判所、パッサウとバンベルクの県裁判所、リンダウ・アム・ボーデンゼーの郡裁判所を転々とした。1891年11月1日にリンダウ郊外モース城において、外交官フリードリヒ・フォン・クヴァット＝ヴィクラート＝イスニー伯爵の娘エリーザベト（1862年 - 1940年）と結婚し、間に3人の子女をもうけた。
1891年より世襲のバイエルン王国第1院（貴族院）議員となり、1911年からは同院議長を務めた（1918年の王制廃止まで）。1913年、首相ゲオルク・フォン・ヘルトリング、内相マクシミリアン・フォン・ゾーデンとともにオットー1世を廃して摂政宮をルートヴィヒ3世として即位させる政治決定をした。その功労により、1914年1月18日に新王より世襲の侯爵（フュルスト）に昇叙された（ヘルトリング、ゾーデンは伯爵になった）。
信心篤いカトリック信徒であり、自分の紋章に「神とマリア（„Gott und Maria“）」という銘を付け加えるほどだった。教皇レオ13世は1901年、カールの慈善事業に対する功績を称えて大聖グレゴリウス勲章の大十字章を授けた。1904年にはキルヒハイムの町よりその福祉的・文化的貢献、特に学校制度を拡充したことを称えて同町の名誉町民とされた。また、1909年に開通したプファフェンハウゼン＝キルヒハイム線路の敷設においても主導的な役割を果たした。
1918年5月9日に宮内大臣（Kronoberstmarschall）に任じられたが、11月革命に伴う王制廃止により、その任期は半年ほどで終わった。1922年から1938年までバイエルン抵当・為替手形銀行の監査役会の役員に名を連ねた。1931年からは同銀行監査役会議長を務めた。

## 子女
妻との間に1男2女をもうけた。
- アンナ（1893年 - 1962年）
- マリア（1894年 - 1935年） - 1929年、フェルディナント・フォン・アルコ＝ツィンネベルク伯爵と結婚
- ヨーゼフ・エルンスト（1895年 - 1981年） - フッガー＝グレト侯家家長、1920年にホーエンツォレルン侯女シュテファニーと結婚（1943年離婚）、1975年にアンゲラ・フォン・キーンリンと再婚

## 引用
1. ↑  Online Gotha
2. ↑  Historische Kommission bei der Bayerischen Akademie der Wissenschaften: Neue Deutsche Biographie
3. ↑  Gerhard J. Bellinger, Brigitte Regler-Bellinger: Schwabings Ainmillerstraße und ihre bedeutendsten Anwohner (2013)